# Produzierendes Gewerbe
Produzierendes Gewerbe ist ein Begriff aus der Klassifikation der Wirtschaftszweige der deutschen amtlichen Statistik des Statistischen Bundesamts.
Das produzierende Gewerbe umfasste in der Systematik der Zweige des Produzierenden Gewerbes in den Europäischen Gemeinschaften (N.I.C.E.) – einem Vorläufer der Statistischen Systematik der Wirtschaftszweige in der Europäischen Gemeinschaft (NACE) – die Bereiche Bergbau, Energiewirtschaft, Verarbeitendes Gewerbe sowie das Baugewerbe, in der WZ 1970 die Bereiche 1–3 (Energiewirtschaft und Wasserversorgung, Bergbau; Verarbeitendes Gewerbe; Bauwesen).
Mit der Definition des produzierenden Gewerbes wird versucht, den sekundären Sektor einer Volkswirtschaft darzustellen.